# Ernst Lohner
Ernst Lohner (* 29. November 1901 in Straßburg; † 29. Februar 1944 in Bayreuth) war ein deutscher römisch-katholischer Geistlicher, Spiritaner und Märtyrer.

## Leben
Ernst Lohner, dessen Vater als Eisenbahner von Preußen nach Straßburg versetzt worden war, beschloss mit 14 Jahren, Missionar zu werden. Er besuchte ab 1915 das Bischöfliche Gymnasium an St. Stephan zu Straßburg und ab 1917 in Zabern das Missionskonvikt St. Florian (französisch: St Florent) der Spiritaner. 1918 wechselte er auf die Missionsschule im Kloster Knechtsteden, studierte dort auch Theologie und wurde am 27. April 1930 zum Priester geweiht. Von 1930 bis 1936 war er Lehrer an der gymnasialen Spätberufenen-Anstalt St. Guido in Speyer. Dann trat er aus Gesundheitsgründen in den Weltklerus über und wurde 1939 Pfarrer von Blisowa (zeitweise auch Trebnitz, Meclov), wo er sich als Missionar fühlte. Auf Denunziation hin wurde er am 14. Januar 1942 in Schutzhaft genommen und am 23. April 1942 vom Sondergericht Eger wegen Abhörens ausländischer Sender (nach dem Gesetz zum Schutz von Volk und Staat) zu vier Jahren Zuchthaus verurteilt. In der Justizvollzugsanstalt St. Georgen-Bayreuth starb er Ende Februar 1944 im Alter von 42 Jahren.

## Gedenken
Die deutsche katholische Kirche hat Ernst Lohner als Blutzeugen aus der Zeit des Nationalsozialismus in das deutsche Martyrologium des 20. Jahrhunderts aufgenommen.